# آدریان هوراسیو گومز
آدریان هوراسیو گومز (انگلیسی: Adrián Horacio Gómez؛ زادهٔ ۱۲ ژوئن ۱۹۸۴) بازیکن فوتبال اهل آرژانتین است.